# بلاك بيري Q5
بلاك بيري Q5 (بالإنجليزية: BlackBerry Q5)‏ هو هاتف ذكي من بلاك بيري يعمل بنظام بلاك بيري، تم طرحه في الأسواق في 2013.

## الخصائص
- نظام التشغيل: بلاك بيري
- الكاميرا الأمامية: 2 ميجابكسل
- الشاشة: 720×720
- الوزن: 120 غ (4.23 أونصة)
- المعالج: 1.2 جيجا هرتز ثنائي النواة
- الذاكرة: 2 جيجابايت رام
- التخزين: 8 جيجابايت